# خنسا
خنسا أو خننسايو، هي ملكة نوبية كوشية أو زوجة ملك عاشت خلال عهد الأسرة الخامسة والعشرين في مصر، وهي تلقب بزوجة الملك وأخت الملك على تمثال للملك بيعنخي.

## عائلتها
توحي ألقابها على تمثال الملك بيعنخي بأنها شقيقته وزوجته، وبذلك تكون ابنة الملك كاشتا والملكة ببتما.

## ألقابها
- الأميرة الوراثية.
- عظيمة الثناء.
- حلوة الحب.
- محبوبة الإلهة واجيت.
- سيدة العطاء.
- سيدة جميع النساء.
- زوجة الملك.
- زوجة الملك العظمى.
- سيدة مصر العليا والسفلى.
- سيدة الأرضين.
- ابنة الملك.
- شقيقة الملك.
- مهدئة / مريحة الملك كل يوم.[2]

## آثار تمثلها
تظهر الملكة خنسا على تمثال - مع بيعنخي - مكرس للإلهة باستت.

## مدفنها
دفنت الملكة خنسا في الهرم رقم 4 في الكورو (Ku4). والقبر لا يزال يحتوي على أجزاء من الأثاث الجنائزي مثل مائدة قربان ومزهريات وأواني كانوبية.